# شئول

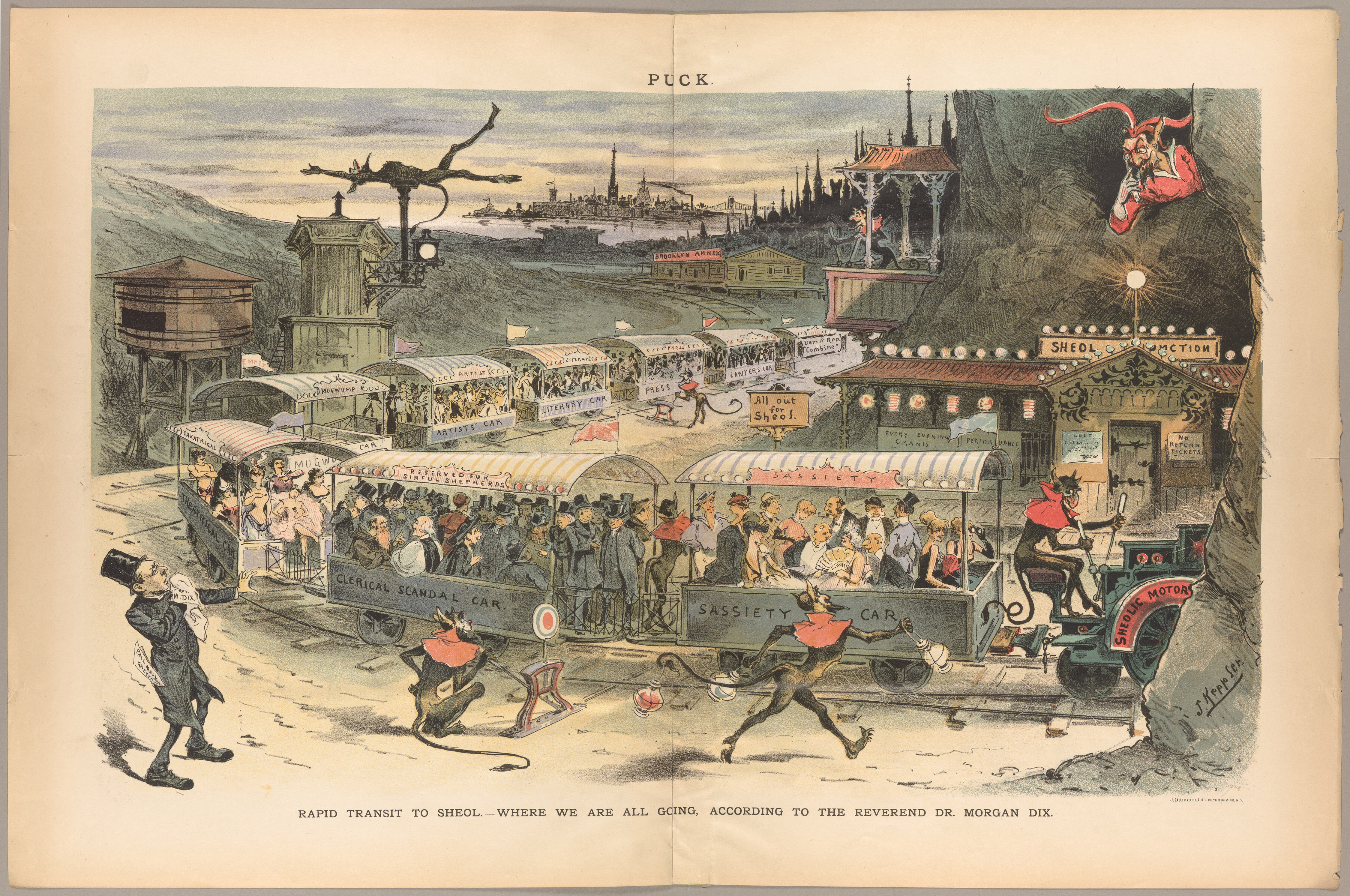
اثر جوزف کپلر، ۱۸۸۸

شئول (به عبری: שְׁאוֹל) نام مکان تاریکی در تنخ، مجموعه متون مقدس یهودیان است که مردگان بعد از مرگ به آنجا می‌روند. در ترجمه یونانی تنخ، شئول را «هادس» (جهان مردگان یونانی) ترجمه کرده‌اند. شئول در زبان عبری لغتی با بار منفی است. در کتاب ایوب، امثال سلیمان و کتاب حزقیال، شئول در اعماق زمین تصور شده‌است. چند مرتبه در تورات نیز به آن اشاره شده، از جمله در خداحافظی موسی با بنی‌اسرائیل در ۳۲:۲۲ سفر تثنیه. نویسندگان تنخ شئول را مکانی با ساختار و جغرافیایی مشخص می‌دانستند و پنج مرتبه به دروازه‌های آن و سه بار به چیزهایی که به مردگان اجازه نمی‌دهند خارج شوند، اشاره کرده‌اند. البته در فضای تنخ همچنین ممکن بود که شخصی را از شئول احضار کرد و با او سخن گفت، همان‌طور که در ۲۸:۶ کتاب اول سموئیل دیده می‌شود. باور به شئول تا ظهور یهودیت خاخامی (۳۰۰–۶۰۰ میلادی) وجود داشته‌است.
دیدگاه بسط یافته‌ای دربارهٔ بهشت یا جهنم در تنخ وجود ندارد. به‌طور کلی در تمدن‌های اطراف مدیترانه باستان، جهان مردگان سرزمینی تاریک بود و بازگشت از آن امکان نداشت؛ در اغلب موارد، جهان زندگان و مردگان به وسیله آب (مثل رودخانه یا دریا) جدا می‌شد و بیشتر تاریخ‌پژوهان اعتقاد دارند در تصور اسرائیلیان از شئول هم چنین مفهومی وجود داشته‌است. در بخش‌های قدیمی‌تر تنخ، شئول اسم انسان‌انگاشته‌شده یک خداست و هیچ‌گاه با حرف تعریف نوشته نشده؛ نتیجتاً، شئول کارکردی مشابه خدایان مرگ در دیگر اساطیر خاورمیانه‌ای داشته‌است. این شباهت به ویژه در مقایسه با موت، خدای مرگ کنعانی که بشر را می‌بلعد، آشکار است. در ۲۵:۸ کتاب اشعیا هم شئول در حال بلعیدن انسان‌ها تجسم شده‌است.
در مزمور ۱۶، داوود فضیلت‌های خود را برمی‌شمارد و به یهوه التماس می‌کند که او را به شئول نفرستد تا از بین برود؛ از این قسمت، اینطور برداشت می‌شود که ساکنان شئول نهایتاً از بین می‌رفتند. داوود در عوض تقاضا می‌کند که خدایش او را مانند خودش جاویدان کند. در برخی قسمت‌های عهد جدید نیز به هادس اشاره شده‌است.

## تفسیر
یکتاپرستی منجر به کسوف جهان زیرین در کتاب مقدس شد. مساله مرگ همچنان برای عبرانیان اهمیت داشت اما «خانهٔ غبار» بین‌النهرینی اهمیت گذشته را نداشت.